# Mestre (Carbonária)
Mestre é o terceiro grau dos membros da organização secreta de carácter político-religioso Carbonária Portuguesa.
A origem do seu nome prende-se aos primordios da fundação da Carbonária enquanto associação secreta, que exerceu a sua principal actividade desde o fim do sec XVIII a meados do século XIX, os primeiros carbonários nas suas comunicações, usavam de expressões próprias dos ofícios porque eram denominados os seus membros em Itália (carbonari - carvoeiros) e, em França (fendeurs - lenhadores), esta organização também era denominada como Maçonaria Florestal, sendo que a designação de Mestre não é estranha a esta organização.
Sendo o terceiro grau sabe-se que teria algum símbolísmo, não se sabe qual mas a haver seria similar ao Mestre na maçonaria, também é provavel que só Mestres maçons pudessem aceder a este grau, pelo que uma segunda cerimónia de exaltação seria desnecessária e poderia explicar o facto de as fontes que temos sobre esta organização, excluirem qualquer observação sobre alguma cerimónia de passagem dos graus inferiores para este grau ao contrário das extensas e promenorizadas descrições que fazem ao ritual de iniciação que corresponderia ao grau de Rachador e às menções superficiais efectuadas ao ritual do grau de Carvoeiro.
A função dos que pertenciam a este grau era mais de espírito organizacional e de liderança do que operacional e eram os membros que liderariam as Choças e eram os únicos que integravam e compunham as Barracas e as Vendas, que segundo Luz de Almeida, só pertenceriam carbonários decorados com este grau, o mesmo também acontecia aos que acediam ao Conselho Florestal.
O grau anterior era o Carvoeiro e o seguinte seria o de Mestre Sublime na estrutura da Carbonária Portuguesa .